# Opération Villages roumains
Pour les articles homonymes, voir OVR.
L'Opération Villages roumains (OVR) est une association fondée à Bruxelles en décembre 1988.

## Historique
Cette association est issue d'un important mouvement de protestation en Europe occidentale contre la politique dite de « systématisation du territoire » qui menait vers la destruction de l'habitat traditionnel roumain tant rural qu'urbain, selon une interprétation propre au Parti communiste roumain et à son secrétaire général, le président Nicolae Ceaușescu, d'une idée de Friedrich Engels sur l'abolition des inégalités ville-campagne. Ce mouvement de protestation a abouti au parrainage de plusieurs milliers de villages roumains par des communes occidentales, puis, après la libération de la Roumanie en 1989 et la révélation de la misère jusque-là cachée de la population, s'est transformé en un vaste mouvement d'assistance humanitaire, médicale et d'urgence.
Après quelques années, l'action s'est transformée à mesure que les besoins les plus criants trouvaient leurs solutions. De nombreux projets de développement durable ont été imaginés et mis sur pied par ces partenariats bi-polaires.
Parallèlement des actions transversales ont été menées par les coordinations nationales avec l'appui de partenariats locaux (campagne de dénonciation de la traite des êtres humains, soutien à des associations roumaines de défense de l'environnement et du cadre de vie comme à Roșia Montană).
Une des plus grandes réussites de l'OVR est la mise sur pied de la Rețea Turistică, premier réseau de tourisme rural avec logement chez l'habitant (interdit sous la dictature). Grâce aux gains, les logeurs ont pu améliorer rapidement leurs habitations et la quote-part qu'ils laissent à la caisse commune permet d'investir dans des aménagements collectifs. Actuellement, une trentaine de villages se réclament de la Rețea. Les prix pratiqués restent dans une bonne moyenne mais l'avantage de la formule réside surtout dans le fait que le touriste est en contact direct avec la vie du village et de ses habitants. Tous les documents relatifs à cette pratique peuvent être obtenus au siège de l'association.
À travers ses actions, l’OVR a constamment œuvré à la construction d’une Europe solidaire et mosaïque. L’une de ses dernières grandes réalisations dans cette optique, est la mise sur pied de raids-vélos de solidarité « Delta60 »  qui se déroule tous les deux ans depuis 2005. Ces raids ont déjà conduit les participants à cycler par deux fois tout le long du Danube (2005 et 2007) et en boucle en Transylvanie (« Rouemania 2009 »). En 2011, une partie du raid s'est déroulé, pour la première fois, en Moldavie et depuis, le parcours comprend au moins deux tronçons distincts ; L'un en Roumanie et l'autre , en Moldavie .  Chaque kilomètre cyclé est sponsorisé à raison de 1 euro. L’argent ainsi collecté est affecté à des projets de développement durable dans des villages de Roumanie et de Moldavie . .
En réalisant leurs projets dans ces villages, les associations créées dans la mouvance d’OVR ont aussi acquis de l’expérience quant à la conduite des relations à établir et à gérer avec les pouvoirs locaux, régionaux et internationaux. Et par effet-miroir, leurs membres se sont intéressés et impliqués davantage dans les structures décisionnelles de leurs propres milieux de vie (mandats communaux, bureaux de consultance dans le développement rural…). Certains n’hésitent plus à s’investir dans des mouvements d’opposition tels qu’à Verviers où la population s’est opposée à la destruction des berges et au recouvrement de la Vesdre pour créer un méga-centre commercial au profit de la multinationale « ForumInvest »…
En mars 2009, l’OVR a fêté ses 20 ans à Bucarest. Accueillie à Bucarest par l’Académie roumaine, par l’Institut culturel roumain, le Musée du village roumain et le Musée du Paysan roumain, elle reçut des mains de Cristian Preda, représentant le président de la République et en présence des ambassadeurs de différents pays concernés, une haute distinction honorifique pour son action en faveur de la sauvegarde et du développement des villages roumains.
Lors de la séance de clôture, les Roumains présents ont demandé à l’OVR de continuer à les accompagner sur cinq plans qu’ils estiment prioritaires : 
- soutien dans les actions de développement local avec priorité à l’accessibilité à l’eau potable et aux soins de santé ;
- formation à la gestion locale et à la création d’associations ;
- accompagnement et échanges d’expérience dans la valorisation des ressources locales et la sauvegarde du patrimoine rural ;
- accompagnement dans le travail de mémoire portant sur la période avant révolution ;
- triangulation des partenariats visant une ouverture aux pays voisins dont la Moldavie mais aussi aux pays du Sud (Afrique, Asie, Amérique du Sud).

Tout en travaillant les missions qui lui ont été confiées, l’OVR intensifie l’extension de son action à travers l'Europe voire aux frontières actuelles de l’Europe comme en Moldavie par exemple. Dans cette optique, en Belgique, l’OVR est devenue l'Organisation des Villages en Réseaux (AG juin 2009)et en France, OvrSolidarités (AG novembre 2009).
En 2013, OVR-Moldova fut officiellement créée . Le siège social est à Ungheni, ville chef-lieu du raion de Ungheni, proche de la frontière roumaine ( Iasi). 
En janvier 2019, il existe encore une coordination OVR en Belgique francophone et germanophone ainsi qu’en Région flamande (ADR), en Suisse, en France, en Roumanie et en République moldave . Une AISBL de droit belge réunit plusieurs de ces coordinations. Elle permet des échanges d'informations, de pratiques et la gestion de projets transversaux. Son siège est situé Maison de la solidarité, Chaussée de Jolimont no 263 à 7 100 Haine-Saint-Pierre (La Louvière) en Belgique. Quelques comités locaux existent aussi au Luxembourg, en Allemagne, au Royaume-Uni, en Irlande et aux Pays-Bas. On peut estimer qu’il existe encore plus de cinq cents communes et associations coopérant avec leurs homologues roumaines.

## Objectifs
- défendre les droits de citoyens de décider de leur environnement social, politique, économique, ethnique et écologique ;
- de respecter et de promouvoir le devoir d’ingérence non étatique ;
- de préserver le droit à la mémoire des choses et des gens ;
- de prévenir les conflits et les guerres et la « fatalité historique » par l’implication des citoyens et de la société civile pour trouver des nouveaux modus vivendi entre les États d’Europe et entre les communautés nationales et les minorités qui composent ces pays et pour donner des exemples de réconciliation.

Dans une optique d’éducation permanente, ces objectifs se réalisent par :
- l’apprentissage de la pratique de la démocratie ;
- la promotion de la coopération décentralisée entre citoyens et/ou collectivités locales ;
- la création de réseaux de solidarité, d’échanges et de partenariat locaux, communaux, intercommunaux, régionaux, nationaux, internationaux, dans une démarche indépendante des formations politiques et confessionnelles.

## Opération Villages roumains et coopérations des pays membres
Compte tenu de son assise européenne, OVR porte dès le début des années 1990 des projets européens, parmi lesquels deux projets « Phare démocratie » axés sur la formation d’acteurs locaux (formation d’élus et de responsables associatifs). Puis en 1992, la réflexion sur la mise en valeur du patrimoine local donne naissance à un important projet de développement du tourisme rural qui devient Retea Turistica (Réseau Touristique) et organise de façon durable un réseau de tourisme rural à travers plusieurs départements du pays. Peu à peu, le nombre de communes impliquées se réduit, mais on compte aujourd’hui encore quelque 600 collectivités et associations locales européennes actives en Roumanie, en provenance principalement de Belgique, France, Suisse et Pays-Bas. Côté roumain, la création d’OVR Roumanie permet rapidement de fédérer les microprojets et de pérenniser de véritables partenariats. Ainsi s’affirme au fil des ans le principe de « synergie association - collectivité locale », cher aux fondateurs du mouvement.

### Belgique (Communautés française et germanophone)
Voici les principaux partenariats bipolaires établis depuis la phase d'adoption en 1989 et 1990 (décembre 2010) :
- Amay - Livada
- Andenne - Râșnov (județ de Brașov)
- Ans - Sân-Gatin
- Assesse - Hurezu (județ de Satu Mare)
- Aubel - Șercaia (județ de Brasov)
- Awans - Comoara
- Aywaille - Limanu (județ de Constanța)
- Baelen - Lunca Călnicului (județ de Brașov)
- Baisy-Thy - Baraolt
- Barvaux-sur-Ourthe - Bălcești
- Bassenge - Tămășești
- Bastogne - Agapia (județ de Neamț)
- Beauraing - Nădăleșu-Gârbău (județ de Cluj)
- Berchem-Sainte-Agathe - Buturugeni (județ d'Ilfov)
- Bernissart - Ceplea (județ de Gorj)
- Bertrix - Rusca Montană (județ de Caraș-Severin)
- Bierges (Wavre) - Remedia (județ de Bihor)
- Bierghes (Rebecq) - Varghi (județ de Covasna)
- Bièvre - Sortina (Câmpeni)
- Braine-l'Alleud - Popești (județ de Bihor)
- Braine-le-Château - Plaieșii de Sus
- Braine-le-Comte - Vadu Izei (județ de Maramureș)
- Bullange - Bunești (județ de Brașov)
- Burdinne - Dărmănești
- Butgenbach - Cloașderu (județ de Mureș)
- Cerfontaine - Sabișa (județ de Maramureș)
- Chapelle-lez-Herlaimont - Fălticeni (județ de Suceava)
- Chimay - Godinești
- Ciney - Bogdan Vodă (județ de Maramureș)
- Comines - Avramești (județ de Harghita)
- Courcelles - Berlești (județ de Brăila)
- Court-Saint-Étienne - Budureasa (județ de Bihor)
- Couvin - Fărăoani (județ de Bacău)
- Dalhem - Bezidu (județ de Mureș)
- Dinant - Săliștea de Sus (județ de Maramureș)
- Dison - Câmpulung-Muscel
- Durbuy - Benești (județ de Cluj)
- Écaussinnes - Săcueni (județ de Bihor)
- Éghezée - Strâmbu Baiut (județ de Maramureș)
- Ellezelles - Sic (județ de Cluj)
- Enghien - Fersigu (județ de Maramureș)
- Esneux - Bisoca (județ de Buzău)
- Estinnes - Fundu Moldovei (județ de Suceava)
- Fauvillers - Godinești (județ de Gorj)
- Fernelmont - Glodul Strâmturii (județ de Maramureș)
- Flémalle - Crasna (județ de Sălaj)
- Fléron - Someșul Uileacului (județ de Maramureș)
- Flobecq - Curti Soara (județ de Gorj)
- Floreffe - Albota
- Florennes - Buciumi (județ de Maramureș)
- Florenville - Casa de Piatră (județ d'Argeș)
- Frameries - Săftica (județ d'Ilfov)
- Genappe - Baratcoș (județ de Bacău)
- Gerpinnes - Rădășeni
- Gesves - Măgureni-Beriu (județ de Hunedoara)
- Grez-Doiceau - Albac
- Habay-la-Vieille - Creaca (județ de Sălaj)
- Hamois - Târgu Secuiesc (județ de Harghita)
- Hannut - Sebeșul de Sus (județ de Sibiu)
- Ham-sur-Heure - Sân-Paul
- Havelange - Ocolna (județ de Gorj)
- Hélécine - Poiana (județ de Covasna)
- Héron - Bezdedu, Gârbău (județ de Sălaj)
- Hollange - Tamalciu
- Hotton - Doclinu (județ de Caraș-Severin)
- Houffalize - Budești (judet de Maramureș)
- Houyet - Budești (județ de Harghita)
- Ittre - Bențida (județ de Harghita)
- Jemeppe-sur-Sambre - Viile Tecii (județ de Bistrița-Năsăud)
- Jette - Zetea (județ de Harghita)
- Ixelles - Iași (județ de Iași)
- Jodoigne - Lăcusteni (județ de Vâlcea)
- Jurbise - Năsăud (județ de Bistrița-Năsăud)
- Koekelberg - Făgetu
- La Bruyère - Lesnic et Petreni (județ de Harghita)
- La Hulpe - Zăganu
- La Louvière - Soarșu (județ de Brașov)
- La Roche-en-Ardenne - Horezu (județ de Vâlcea)
- Lasne - Rășinari (județ de Sibiu)
- Les Bons Villers - Davidești et Petreni
- Léglise - Jigoreni (județ de Iași)
- Lessines - Hobita (județ de Gorj)
- Libin - Ieud
- Liège - Iași (județ de Iași)
- Lierneux - Șercăeni (județ de Brașov)
- Lobbes - Amărăștii de Sus (județ de Gorj)
- Marche-en-Famenne - Băltășești
- Meix-devant-Virton - Curtici (județ d'Arad)
- Mons - Sâncrăieni (județ de Harghita)
- Mont-Saint-Guibert -- Agnita (județ de Sibiu)
- Morlanwelz - Valea Lungă, Blaj (județ d'Alba)
- Trois-Ponts - Lazarea (județ de Harghita)
- Trooz - Vicovu de Jos (județ de Suceava)
- Tubize - Frătici-Vedea (județ d'Argeș)
- Uccle - Cireșoaia (județ de Bistrița-Năsăud)
- Vaux-sur-Sûre - Godinești (județ de Gorj)
- Verlaine - Rovinita Mică (județ de Timiș)
- Villers-la-Ville - Hoșmanu (județ de Sibiu)
- Villers-le-Bouillet - Aieșu de Câmp
- Virton - Turda
- Visé - Lechința (județ de Bistrița-Năsăud)
- Waterloo - Gornești (Județ de Mureș)
- Wezembeek-Oppem - Beclean ( BV)
- Yvoir - Gura Cornei

### France
toujours sur la base des partenariats en binôme 
- Alsting (57520) - Budila (BV)
- Auzeville ( Haute Garonne ) - Calugareni
- Castanet-Tolosan (31320) - Cocorastii Mislii (PH)
- Bazouges-sur-le-Loir (72200) - Simon (BV)
- Cusset (Auvergne) - Aiud
- Flayosc (Var) - Boz
- Genlis (Côte d'or ) - Bogdanesti
- La Riche (37521 ) - Bod (BV)
- Mayenne ( Mayenne ) - Novaci
- Monteux (84170) - Apata ( BV)
- Mortagne-la-Verrie ( Vendée) - Volovat - Burla
- Obermorschwiller (68130) - Crit (BV)
- Schoenenbourg (67250) - Palos (BV)
- Thionville ( Moselle ) - Darmanesti
- Venerque (Haute-Garonne) - Hodossa (Jud. Mures)
- Yzeure(03400 Allier)-Gherla (Jud. Cluj)
- Wisches (67130) - Boholt (BV)
- OVR 38 (Isère)
- Comité Coup de Main à Mitrești (Marne)
- Roumanie Solidarité Partage (Maine et Loire)

### Allemagne
- Walldorff (6909) - Bunesti (BV)

### Norvège
- Hammerfest (9600) - Roades(BV)

### Roumanie
- Logement chez l'habitant du réseau touristique OVR et Charte Rețea Turistica. Le réseau Rețea Turistica a ceci de particulier par rapport aux logements habituels chez l'habitant, c'est qu'il est au service d'un village, d'une communauté. Chaque village doit posséder un comité représentant toutes les maisons hôtes, avec un responsable. La charte Rețea Turistica est devenue une référence de qualité en Roumanie.
- Organisation Professionnelle Agroecologia est une structure professionnelle agricole (statut équivalent aux associations françaises Loi 1901), créée en 1996 à l'initiative d'un groupe d'étudiants en Agronomie qui ont effectué des stages agricoles en agriculture conventionnelle et biologique dans la région Bretagne en France, par une collaboration entre l'Opération Villages Roumains (OVR) et l'Université de Sciences Agronomiques de Cluj Napoca en Roumanie.

### Suisse
- Arlesheim (4144) - Calbor (BV)
- Muttenz (41132) - Mesendorf (BV)
- Arlesheim (4144) - Calbor (BV)

| Partenaire suisse       | Partenaire roumain   | Județ                   | Organisation de liaison                                |
| ----------------------- | -------------------- | ----------------------- | ------------------------------------------------------ |
| Avully                  | Remetea              | Harghita                | Association Avully-Remetea                             |
| Basse-Nendaz            | Gherla               | Cluj                    | Association d'amitié Nendaz-Gherla et environs         |
| Râu de Mori             | Hunedoara            | Ville de Delé1211) mont |                                                        |
| Gland                   | Jidvei               | Alba                    | Gland-Jidvei                                           |
| La Chaux-des-Breuleux   | Băiuț                | Maramureș               | Fondation Profordar                                    |
| Lugano                  | Schitu Duca          | Iași                    | TiAiuto                                                |
| Lussy-sur-Morges        | Săcueni              | Bihor                   | Gonvers Olivier                                        |
| Marly                   | Tușnad               | Harghita                | Association Amitié Marly-Tușnad                        |
| Martigny                | Oltina               | Constanța               | Service du Feu de Martigny                             |
| Martigny-Croix          | Andrieșeni           | Iași                    | Association "Entr-Aides"                               |
| Meyrin                  | Sânmartin            | Harghita                | Commission "Liaison Roumanie" de l'AHVM                |
| Monthey                 | Telciu               | Bistrița-Năsăud         | Coopération Monthey-Telciu                             |
| Moutier                 | Crucea               | Suceava                 | Commission roumaine de Moutier                         |
| Neuchâtel               | Lunca de Jos         | Harghita                | Groupe de travail "Pays de l'Est" (Ville de Neuchâtel) |
| Onex                    | Brăduleț             | Argeș                   | Association Onex-Brăduleț                              |
| Plan-les-Ouates         | Sângeorgiu de Pădure | Mureș                   | Association Sângeorgiu - Plan-les-Ouates               |
| Prilly                  | Brăduț               | Covasna                 | Association Prilly-Brăduț                              |
| Puplinge                | Plăieșii de Jos      | Harghita                | Association Puplinge-Plăieșii de Jos                   |
| Saint-Légier-La Chiésaz | Rușii-Munți          | Mureș                   | Groupe de Solidarité St-Légier - Morăreni              |
| Trélex                  | Gălăuțaș             | Harghita                | Association Trélex-Roumanie                            |
| Vandœuvres              | Satulung             | Maramureș               | Mairie de Vandœuvres                                   |
| Vevey                   | Goicea               | Dolj                    | Association Vevey-Goicea                               |
| Yens                    | Podu Turcului        | Bacău                   | Espoiroumanie                                          |

## Les villages roumains adoptés et les communes roumaines associées
- Alba Iulia, Ardusat, Arieșeni,
- Băbeni, Băiuț, Beclean, Blaj, Băișoara, Brădeni, Brăduleț, Brăduț, Brețcu, Breznița-Motru, Bușteni,
- Cadea, Cârlibaba, Chiuza, Ciolpani, Cizer, Coșovăț, Crucea, Cocorastii Mislii,
- Gălăuțaș, Gheorgheni, Gherla, Goicea, Godineşti (ro), Gornești, Gurghiu,
- Iași,
- Jidvei,
- Lăzarea, Lechința, Lunca de Jos,
- Măguri-Răcătău, Mărgăritești, Merei, Morăreni, Mugeni,
- Novaci,
- Parva, Piatra, Plăieșii de Jos, Podu Turcului, Poiana Stampei, Porumbacu de Jos, Pria, Prundu Bârgăului,
- Răcoasa, Râmnicu Vâlcea, Râu de Mori, Reghiu, Remetea, Rușii-Munți,
- Săcueni, Sâmbăta de Sus, Sân Georgiu de Pădure, Sân Iacob,|Sânmartin, Satulung, Sfântu Gheorghe, Șimonești, Șinca, Starchiojd, Suceava,
- Tălmaciu, Târgu Ocna, Târgu Secuiesc, Telciu, Tușnad,
- Vânăta.